# Walnut Grove (Mississippi)
Pour les articles homonymes, voir Walnut Grove.
La ville américaine de Walnut Grove est située dans le comté de Leake, dans l’État du Mississippi. Lors du recensement de 2000, sa population s’élevait à 488 habitants.

## Source
- (en) Cet article est partiellement ou en totalité issu de l’article de Wikipédia en anglais intitulé « Walnut Grove, Mississippi » (voir la liste des auteurs).